# Ardhanarishvara

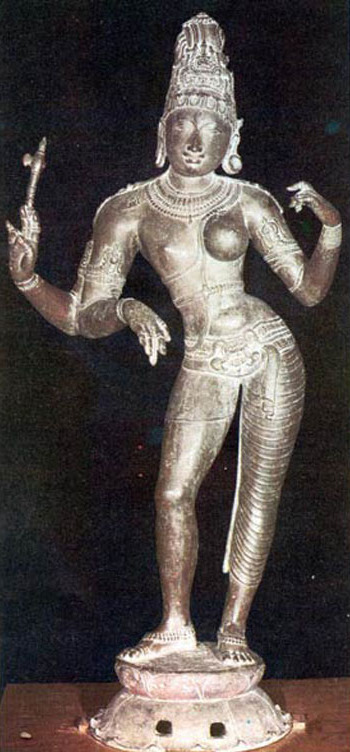
Dreiarmiger Ardhanarishvara, Chola-Bronze, Südindien, 12. Jh.

Ardhanarishvara (Sanskrit, m., अर्धनारीश्वर, ardhanārīśvara, ardha = halb, nari = Frau, ishvara = Herr, „der Herr, der halb Frau ist“), auch Ardhanari genannt, ist die Bezeichnung für den hinduistischen Gott Shiva, der zusammen mit seiner Gemahlin Parvati eine Gestalt bildet, die halb Mann und halb Frau ist.

## Legenden
Im Shiva-Purana wird die Legende des Ardhanarishvara wie folgt erzählt: Brahma konnte seine Schöpfung nicht weiter gestalten, weil seine Geschöpfe sich nicht vermehrten. Er bat Shiva um Hilfe, und dieser erschien in seiner halb männlichen, halb weiblichen Form. Daraufhin teilte er sich in Shiva und Parvati, und Parvati übernahm die Funktion der Fruchtbarkeit.
Eine eher volkstümliche Legende beschreibt den Wunsch Parvatis, von einem Shiva-Verehrer dieselbe Anbetung zu erfahren wie ihr Gemahl, woraufhin sie die Vereinigung beider Körper beschloss. Der ursprünglich beabsichtigte Zweck blieb jedoch ohne Erfolg.

## Darstellungen
In Darstellungen wird die linke Körperhälfte Ardhanarishvaras meist als Frau dargestellt, die rechte dagegen als Mann. Haarkrone und Kopfschmuck sind üblicherweise zweigeteilt. Shivas Hälfte zeigt manchmal einen Dreizack (trishula), eine Sanduhrtrommel (damaru) oder eine Axt (kuthara); bekleidet ist er lediglich mit einem (Tiger-)Fellschurz. Ihm zur Seite steht oder liegt der Nandi-Bulle. Parvatis Körperhälfte ist mit einem Sari bekleidet, wobei in den klassischen Darstellungen die Brust meist freibleibt; in ihren Händen hält sie einen Spiegel, ein Blumenbouquet und/oder einen Wasserkrug, außerdem trägt sie Armschmuck. Ihr zugeordnet ist ein Löwe, ihr Reittier (vahana).
Darstellungen des Ardhanarishvara finden sich verteilt über ganz Indien, wobei eine gewisse Nähe zu shaktischen und tantrischen Vorstellungen festzustellen ist, die vor allem im Norden Indiens (Rajasthan, Bengalen) und in Nepal große Bedeutung erlangten. In einigen Skulpturen ist Ardhanarishvara dreiarmig zu sehen, wobei zwei der Arme Shiva als dem bedeutenderen Part zugeordnet sind.
Obgleich Statuen Ardhanarishvaras in zahlreichen Shiva-Tempeln zu finden sind, gibt es nur wenige Tempel, die Shiva speziell in seiner Gestalt als Ardhanarishvara geweiht sind. Der bedeutendste von diesen befindet sich in der Stadt Tiruchengode im südindischen Bundesstaat Tamil Nadu.
Im Ritualtheater Nagamandala im Südwesten von Karnataka verkörpert der Ardhanari genannte Musiker und Sänger das Zwitterwesen, während der andere der beiden Akteure als Patri vom männlichen Schlangengott Naga besessen wird.

## Bedeutung

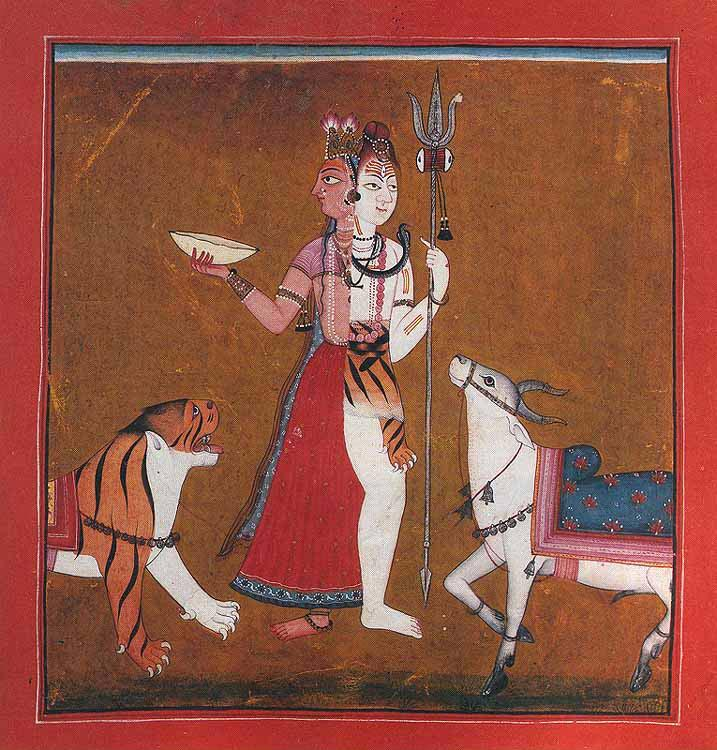
Seltene Ardhanarishvara-Abbildung, bei welcher die dominierende rechte Seite weiblich ist. Miniatur der Mankot-Schule, 1710–20

Nach hinduistischer Vorstellung ist das Absolute eine ungeteilte Ureinheit, symbolisiert durch Ei oder Punkt. In Gott und Göttin wird diese Ureinheit in polare Gegensätze aufgeteilt.
Die Vorstellung der äonenlangen Begattung von Shiva und Parvati entwickelte sich zu der eines zweigeschlechtigen Schöpfergottes. Dies wurde angeregt durch den ca. im 4. Jh. n. Chr. in Indien einsetzenden Shaktismus, der der männlichen Zeugungskraft die weibliche Potenz (Shakti) und Hingabe (Bhakti) gleichwertig zur Seite stellt und betont, dass das männliche Element allein machtlos sei – erst Parvati mache den „Leichnam“ (Shava) zum Gott Shiva. Im weiteren Verlauf des kosmogonischen Prozesses ist es Shakti, die – gelenkt vom Bewusstsein Shivas – handelt. Die Vorstellung des Ardhanarishvara stellt eine Verbindung zwischen dem Kult Shivas und dem der weiblichen Gottheiten dar.